# Humberto Tan

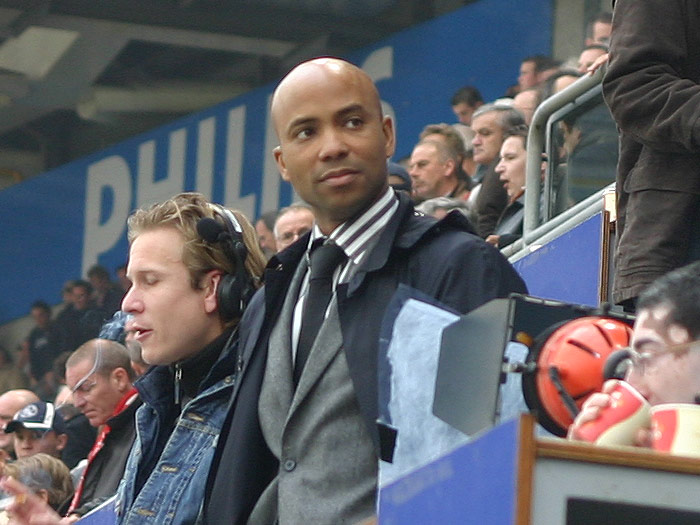
Humberto Tan

Humberto Tan-A-Kiam (Paramaribo, 26 oktober 1965), kortweg Humberto Tan is een Nederlands-Surinaamse radio- en televisiepresentator, sportjournalist en schrijver.

## Levensloop

### Beginjaren
Eind jaren 60 kwam zijn moeder Hilly Axwijk met haar kinderen naar Nederland. Zijn vader bleef in Suriname. Tan groeide op in het flatgebouw Grubbehoeve in de Amsterdamse wijk Bijlmermeer. Na het behalen van zijn vwo-diploma studeerde Tan rechten aan de Universiteit van Amsterdam, waar hij zijn doctoraalexamen (meester in de rechten) behaalde. Tan verscheen voor het eerst op televisie bij Sonja Barend in een programmasegment genaamd De tafel van 7. In 1991 werd hij aangenomen bij de AVRO als redacteur bij het programma Forza TV, wat hij al snel ook, samen met Jessica Broekhuis, presenteerde.

### Carrière
In 1993 stapte Tan over naar Studio Sport en presenteerde hij ook enige tijd het NOS Journaal. In 2005 stapte Tan over naar de nieuwe televisiezender Talpa, waar hij sportdeskundige was bij NSE Nieuws en presentator van Café de Sport. Op 12 juli 2007 werd bekend dat Tan overstapte naar RTL Nederland, waar hij het zondagavond-eredivisievoetbal presenteerde. In 2013 speelde hij een gastrol in de TV Kantine als Isaac van de Love Boat.
Vanaf 2008 tot de zomer van 2013 presenteerde Tan De Wedstrijden van de betaalzender Eredivisie Live.
Tan heeft een stem ingesproken in de Nederlandse bewerking van de animatiefilm Surf's Up (2007). In 2009 sprak hij de Nederlandse stem in van Buck de Wezel in de film Ice Age: Dawn of the Dinosaurs.
Tan viel regelmatig in voor 538-dj Edwin Evers tijdens diens vakantie. Ook was hij van 2008 tot en met 2012 invaller in het RTL 4-programma RTL Boulevard.
Van oktober 2010 tot maart 2013 presenteerde Tan het programma On the Move van BNR Nieuwsradio. Sinds 2012 heette dat programma BNR Humberto Tan. Het werd iedere werkdag tussen 6:00 en 9:30 uur uitgezonden.
Van 26 augustus 2013 tot 8 juni 2018 presenteerde Tan het tv-praatprogramma RTL Late Night op RTL 4. Hij presenteerde dit op de actualiteit gerichte programma meer dan duizend keer. Wegens dalende kijkcijfers werd hij vervangen door Twan Huys.
In 2014 stelde Tan een cd-box met vier cd's samen met daarop zijn favoriete dansnummers. Dit 'soundbook' heet Let's Dance. Op 29 en 30 oktober 2015 presenteerde Tan het evenement Let's Dance in de Ziggo Dome. In 2016 was Tan de winnaar van het 1e seizoen van het programma Het Jachtseizoen van StukTV. Tevens was hij datzelfde jaar de winnaar van het eerste seizoen van het RTL 4-programma Het perfecte plaatje. Tan presenteerde van 2016 tot en met 2020 het RTL 4-programma Het zijn net mensen.
In mei 2018 werd bekendgemaakt dat Tan de nieuwe presentator zou worden van de programma's Dance Dance Dance en Holland's Got Talent. In 2019 presenteerde Tan de opvolger van Voetbal Inside, VTBL.
Op 10 januari 2021 begon hij met de presentatie van het zondagavondpraatprogramma Humberto bij RTL 4.
Op 1 april 2021 was Tan de verteller tijdens de elfde editie van The Passion.
Van 22 maart 2022 tot 31 maart 2022 nam Tan de talkshow van Eva Jinek tijdelijk over, aangezien zij deze door ziekte acht dagen lang niet kon presenteren. Tijdens de Olympische Spelen presenteert hij drie weken lang de talkshow Humberto à Paris. Hiermee vervangt hij Matthijs van Nieuwkerk, die deze show oorspronkelijk zou presenteren, maar zich moest terugtrekken vanwege het vernietigende rapport van de Commissie van Rijn over grensoverschrijdend gedrag bij de NPO.

#### Naast radio en televisie
In 1999 werd Tan tot "best geklede Nederlander" verkozen, wat hem deed besluiten om zijn eigen kledinglijn te starten. Verder is Tan bestuurslid van de stichting Suriprofs, die fondsen werft voor goede doelen in Suriname. In 2002 werd hij tevens ambassadeur van Het Nederlandse Rode Kruis. Verder is hij ambassadeur van het Wereld Natuur Fonds. Sinds eind 2014 is Tan adviseur bij de rechtbank in Overijssel. In 2015 trad hij toe tot het bestuur van het Fonds Slachtofferhulp.
Begin 2020 werd Tan voorzitter van de door de Koninklijke Nederlandse Voetbalbond (KNVB) opgerichte commissie Mijnals. De commissie heeft als doel inclusiviteit te bevorderen en racisme tegen te gaan en adviseert de KNVB en de Rijksoverheid gevraagd en ongevraagd. Humphrey Mijnals (1930–2019) was de eerste voetballer van Surinaamse afkomst die in het Nederlands elftal speelde. Datzelfde jaar vertolkte hij de rol van interviewer in de bioscoopfilm Bon Bini: Judeska in da House.
In 2025 deed hij als Marga Brult mee aan het vijfde seizoen van  Make up your mind en werd uiteindelijk tot winnaar gekroond. Hij kreeg de Beautycase Award uitgereikt door mystery queen Lady Lipstick VIP (Royce de Vries).

## Privé
Tan heeft twee dochters en een zoon. Tan heeft deels Chinese roots via een voorouder aan zijn vaders kant.

## Televisie
| Televisie als presentator | Televisie als presentator                           | Televisie als presentator |
| Jaar                      | Productie                                           | Opmerkingen               |
| ------------------------- | --------------------------------------------------- | ------------------------- |
| 1991–1993                 | Forza TV                                            | Presentator               |
| 1993–2005                 | NOS Journaal, NOS Studio Sport & NOS Studio Voetbal | Presentator               |
| 2005–2006                 | Café de Sport                                       | Presentator               |
| 2007–2008                 | RTL Sport (Eredivisie)                              | Presentator               |
| 2008                      | Mijn man kan niet dansen                            | Presentator               |
| 2008–2012                 | RTL Boulevard                                       | Vaste vervanger           |
| 2008–2013                 | Eredivisie Live                                     | Presentator               |
| 2013–2018                 | RTL Late Night                                      | Presentator               |
| 2016–2020                 | Het zijn net mensen                                 | Presentator               |
| 2017–2019                 | The Big Music Quiz                                  | Presentator               |
| 2018                      | Dance Dance Dance                                   | Presentator               |
| 2019–2020                 | Holland's Got Talent                                | Presentator               |
| 2019                      | VTBL                                                | Presentator               |
| 2019                      | Ondertussen in Nederland                            | Presentator               |
| 2019                      | The Repair Shop                                     | Presentator               |
| 2019                      | Het Beste Van Got Talent Worldwide                  | Presentator               |
| 2020                      | Humberto Onderneemt                                 | Presentator               |
| 2021–heden                | Humberto                                            | Presentator               |
| 2022                      | Beau                                                | Invalpresentator          |
| 2022                      | Jinek                                               | Invalpresentator          |
| 2024                      | Humberto á Paris(tijdens de Olympische Spelen)      | Presentator               |
| Televisie als acteur      |                                                     |                           |
| Jaar                      | Productie                                           | Opmerkingen               |
| 2007                      | Surf's up                                           | Stem                      |
| 2009                      | Ice Age: Dawn of the Dinosaurs                      | Stem van Buck de Wezel    |
| 2013                      | De Smurfen 2                                        | Stem van Hackus           |
| 2013                      | De TV Kantine                                       | Isaac van de Love Boat    |
| 2021                      | The Passion 2021                                    | Verteller                 |

## Radio
| Radio als presentator | Radio als presentator          | Radio als presentator |
| Jaar                  | Productie                      | Opmerkingen           |
| --------------------- | ------------------------------ | --------------------- |
| 2009                  | Evers Staat Op                 | Vervanger             |
| 2010–2013             | On the Move / BNR Humberto Tan | Presentator           |
| 2019–2025             | Humberto (Radio 1)             | Presentator           |

## Prijzen
In maart 2014 werd Tan door zijn vakgenoten gekozen tot Beste Presentator bij De TV-Beelden. Tan ontving in zowel 2014 als 2016 de Zilveren Televizier-Ster Man. Op 25 januari 2016 werd Tan door mediavakblad Broadcast Magazine uitgeroepen tot Omroepman van het Jaar 2015.
In oktober 2016 won hij de Sonja Barend Award. Ook won hij in december 2016 het tv-programma Het perfecte plaatje. In 2019 werd hij benoemd tot Ridder in de Orde van Oranje Nassau.